# Омер Вріоні

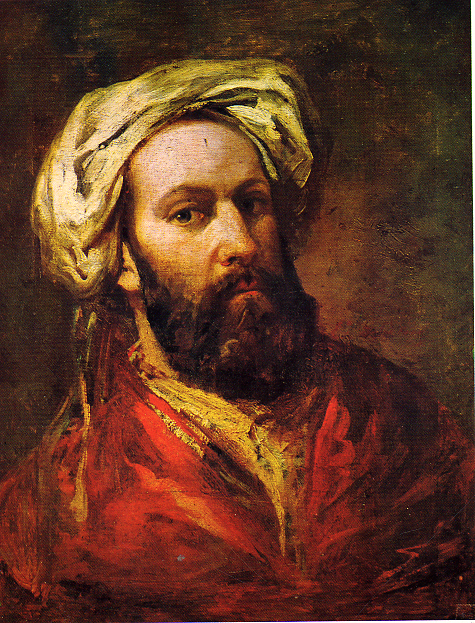
Візир Омер-паша Вріоні

Омер-паша Вріоні ( грецькою мовою: Ομέρ Βρυώνης, Омер Вріоніс ) - провідний османський албанський діяч у Грецькій війні за незалежність .

## Біографія
Омер Вріоні був албанцем- мусульманином із села Вріоні поблизу Берата. Він мав видатний список у битвах в Єгипті проти Наполеона.  Коли Алі-паша підняв повстання проти Високої Порти, Омер був скарбником. Спочатку він командував армією, яка мала завдання захищати східні підступи до Яніни, але уклав угоду з Ісмаїлом-пашою, тодішнім головнокомандувачем султанських сил.
Після смерті Алі-паші Омер був серед командирів, яких новий головнокомандувач надіслав для придушення Грецької революції, яка спалахнула в березні 1821 року. 24 квітня 1821 року він завдав поразки грекам у битві при Аламані та посадив на палю їх полководця Атанасіоса Дікоса. Просування Вріоні було тимчасово зупинено Одіссеєм Андруцосом, який завдав йому значних втрат у битві біля трактиру Гравія 8 травня 1821 року.

## Облога Міссолонгі
Наприкінці 1822 року він і Мехмед Решид-паша обложили місто Міссолонгі . Місто було повністю оточене 25 жовтня і могло б упасти, якби місцеві жителі покинули місто. Однак вони чинили героїчний опір, і Вріоні вдався до переговорів, щоб врятувати своїх людей. Обложені греки підірвали моральний дух османської армії. Новачки турецькі капітани та два паші запланували свій головний штурм на ніч Різдва, 24 грудня. Однак атака не вдалася. Через шість днів облогу було знято.

## Пізніша кар'єра
В результаті невдачі загострився антагонізм між Омером Вріоні та Мехмедом Решидом, що призвело до його відкликання Портою в 1824 році, коли він отримав командування в Македонії. Під час російсько-турецької війни 1828 року він очолював 20-тисячну армію в невдалій спробі зняти облогу Варни.